# Среднемуйское муниципальное образование
Среднемуйское муниципальное образование — муниципальное образование со статусом сельского поселения в 
Усть-Удинском районе Иркутской области России. Административный центр — Средняя Муя.

## Демография
По результатам Всероссийской переписи населения 2010 года 
численность населения муниципального образования составила 1036 человек, в том числе 501 мужчина и 535 женщин.

## Населенные пункты
В состав муниципального образования входят населенные пункты
- Средняя Муя[2]